# Даики Такамацу
Даики Такамацу (јап. 高松 大樹; 8. септембар 1981) јапански је фудбалер.

## Каријера
Током каријере је играо за Оита Тринита и Токио.

## Репрезентација
За репрезентацију Јапана дебитовао је 2006. године. За тај тим је одиграо 2 утакмице.

## Статистика
| Јапан  | Јапан   | Јапан  |
| Година | Наступи | Голови |
| ------ | ------- | ------ |
| 2006.  | 1       | 0      |
| 2007.  | 1       | 0      |
| Укупно | 2       | 0      |